# Bathygnathia affinis
Bathygnathia affinis is een pissebed uit de familie Gnathiidae. De wetenschappelijke naam van de soort is voor het eerst geldig gepubliceerd in 1963 door Birstein.